# Yudi Khoerudin
Yudi Khoedirun (sinh ngày 5 tháng 9 năm 1987) là một cầu thủ bóng đá người Indonesia hiện tại thi đấu cho Persiba Balikpapan ở vị trí hậu vệ.